# Campeonato Sudamericano de Baloncesto Femenino de 2010
El Campeonato Sudamericano de baloncesto Femenino de 2010 corresponde a la XXXII edición del Campeonato Sudamericano de Baloncesto Femenino, que es organizado por FIBA Américas. Fue disputado en el Centro de Entrenamiento Olímpico en la ciudad  de Santiago de Chile, provincia del mismo nombre en Chile, entre el 10 de agosto y el 14 de agosto de 2010 y los 3 mejores clasifican al FIBA Américas Femenino  2011 clasificatorio para los juegos olímpicos 2012 y a los Juegos Panamericanos a realizarse en 2011

## Primera fase

### Grupo A
|   | Equipo    | Pts | J | G | P | PF  | PC  | Dif |
| - | --------- | --- | - | - | - | --- | --- | --- |
| 1 | Argentina | 4   | 2 | 2 | 0 | 179 | 144 | +35 |
| 2 | Paraguay  | 3   | 2 | 1 | 1 | 168 | 185 | -17 |
| 3 | Chile     | 2   | 2 | 0 | 2 | 163 | 181 | -18 |

| 10 de agosto, 19:30                   | Argentina                             | 97 - 69                               | Paraguay                                            |  |
| Reporte                               |                                       |                                       |                                                     |  |
| Parciales: 30-11, 16-19, 28-17, 23-22 | Parciales: 30-11, 16-19, 28-17, 23-22 | Parciales: 30-11, 16-19, 28-17, 23-22 | Centro de Entrenamiento Olímpico, Santiago de Chile |  |
| Marina Cava 20 puntos                 | Pts                                   | Paola Andrea Ferrari 33 puntos        | Centro de Entrenamiento Olímpico, Santiago de Chile |  |
| Florencia Fernández 8 rebotes         | Rebs                                  | Paola Andrea Ferrari 8 rebotes        | Centro de Entrenamiento Olímpico, Santiago de Chile |  |
| Alejandra Chesta 3 asistencias        | Asists                                | Ilda Carina Peña 2 asistencias        | Centro de Entrenamiento Olímpico, Santiago de Chile |  |

| 11 de agosto, 19:30                   | Chile                                 | 88 - 99                               | Paraguay                                            |  |
| Reporte                               |                                       |                                       |                                                     |  |
| Parciales: 16-30, 14-15, 28-25, 30-29 | Parciales: 16-30, 14-15, 28-25, 30-29 | Parciales: 16-30, 14-15, 28-25, 30-29 | Centro de Entrenamiento Olímpico, Santiago de Chile |  |
| Valentina Aragonese 23 puntos         | Pts                                   | Paola Andrea Ferrari 48 puntos        | Centro de Entrenamiento Olímpico, Santiago de Chile |  |
| Tatiana Gómez 19 rebotes              | Rebs                                  | Claudia Beatriz Aponte 6 rebotes      | Centro de Entrenamiento Olímpico, Santiago de Chile |  |
| Javiera Novion 6 asistencias          | Asists                                | Paola Andrea Ferrari 9 asistencias    | Centro de Entrenamiento Olímpico, Santiago de Chile |  |

| 12 de agosto, 19:30                   | Chile                                 | 75 - 82                               | Argentina                                           |  |
| Reporte                               |                                       |                                       |                                                     |  |
| Parciales: 15-20, 21-21, 18-28, 21-13 | Parciales: 15-20, 21-21, 18-28, 21-13 | Parciales: 15-20, 21-21, 18-28, 21-13 | Centro de Entrenamiento Olímpico, Santiago de Chile |  |
| Tatiana Gómez 18 puntos               | Pts                                   | Erica Carolina Sánchez 28 rebotes     | Centro de Entrenamiento Olímpico, Santiago de Chile |  |
| Tatiana Gómez 6 rebotes               | Rebs                                  | Erica Carolina Sánchez 8 rebotes      | Centro de Entrenamiento Olímpico, Santiago de Chile |  |
| Ziomara Morrison 3 asistencias        | Asists                                | Paula Gatti 5 asistencias             | Centro de Entrenamiento Olímpico, Santiago de Chile |  |

### Grupo B
|   | Equipo    | Pts | J | G | P | PF  | PC  | Dif  |
| - | --------- | --- | - | - | - | --- | --- | ---- |
| 1 | Brasil    | 6   | 3 | 3 | 0 | 321 | 133 | +188 |
| 2 | Colombia  | 5   | 3 | 2 | 1 | 200 | 216 | -16  |
| 3 | Venezuela | 4   | 3 | 1 | 2 | 170 | 244 | -74  |
| 4 | Uruguay   | 3   | 3 | 0 | 3 | 173 | 271 | -98  |

| 10 de agosto, 15:30                   | Venezuela                             | 61 - 68                               | Colombia                                            |  |
| Reporte                               |                                       |                                       |                                                     |  |
| Parciales: 10-21, 12-10, 22-17, 17-20 | Parciales: 10-21, 12-10, 22-17, 17-20 | Parciales: 10-21, 12-10, 22-17, 17-20 | Centro de Entrenamiento Olímpico, Santiago de Chile |  |
| Roselis Silva 19 puntos               | Pts                                   | Narlyn Tathiana Mosquera 28 puntos    | Centro de Entrenamiento Olímpico, Santiago de Chile |  |
| Ofelia María Villarroel 9 rebotes     | Rebs                                  | Mabel Susana Martínez 6 rebotes       | Centro de Entrenamiento Olímpico, Santiago de Chile |  |
| Waleska Alejandra Pérez 3 asistencias | Asists                                | Erika Yaneth Valek 7 asistencias      | Centro de Entrenamiento Olímpico, Santiago de Chile |  |

| 10 de agosto, 17:30                  | Brasil                               | 120 - 43                             | Uruguay                                             |  |
| Reporte                              |                                      |                                      |                                                     |  |
| Parciales: 31-8, 26-14, 35-10, 28-11 | Parciales: 31-8, 26-14, 35-10, 28-11 | Parciales: 31-8, 26-14, 35-10, 28-11 | Centro de Entrenamiento Olímpico, Santiago de Chile |  |
| Damiris Dantas 18 puntos             | Pts                                  | María Victoria Pereyra 9 puntos      | Centro de Entrenamiento Olímpico, Santiago de Chile |  |
| Kelly Santos 8 rebotes               | Rebs                                 | Florencia Somma 2 rebotes            | Centro de Entrenamiento Olímpico, Santiago de Chile |  |
| Karen Gustavo 4 asistencias          | Asists                               | Daniela Tovagliari 1 asistencia      | Centro de Entrenamiento Olímpico, Santiago de Chile |  |

| 11 de agosto, 15:30                   | Uruguay                               | 69 - 72                               | Venezuela                                           |  |
| Reporte                               |                                       |                                       |                                                     |  |
| Parciales: 19-15, 13-25, 18-22, 19-10 | Parciales: 19-15, 13-25, 18-22, 19-10 | Parciales: 19-15, 13-25, 18-22, 19-10 | Centro de Entrenamiento Olímpico, Santiago de Chile |  |
| María Victoria Pereyra 19 puntos      | Pts                                   | Yosimar Corrales 21 puntos            | Centro de Entrenamiento Olímpico, Santiago de Chile |  |
| Florencia Somma 10 rebotes            | Rebs                                  | Yosimar Corrales 9 rebotes            | Centro de Entrenamiento Olímpico, Santiago de Chile |  |
| Lucía Guadalupe 2 asistencias         | Asists                                | Roselis Silva 3 asistencias           | Centro de Entrenamiento Olímpico, Santiago de Chile |  |

| 11 de agosto, 17:30                  | Brasil                               | 94 - 53                              | Colombia                                            |  |
| Reporte                              |                                      |                                      |                                                     |  |
| Parciales: 28-10, 22-7, 24-17, 20-19 | Parciales: 28-10, 22-7, 24-17, 20-19 | Parciales: 28-10, 22-7, 24-17, 20-19 | Centro de Entrenamiento Olímpico, Santiago de Chile |  |
| Fernanda Beling 13 puntos            | Pts                                  | Narlyn Tathiana Mosquera 16 puntos   | Centro de Entrenamiento Olímpico, Santiago de Chile |  |
| Alessandra Oliveira 7 rebotes        | Rebs                                 | Heissy Robledo 6 rebotes             | Centro de Entrenamiento Olímpico, Santiago de Chile |  |
| Adriana Moisés 6 asistencias         | Asists                               | Erika Yaneth Valek 5 asistencias     | Centro de Entrenamiento Olímpico, Santiago de Chile |  |

| 12 de agosto, 15:30                   | Colombia                              | 79 - 61                               | Uruguay                                             |  |
| Reporte                               |                                       |                                       |                                                     |  |
| Parciales: 28-20, 22-15, 13-14, 16-12 | Parciales: 28-20, 22-15, 13-14, 16-12 | Parciales: 28-20, 22-15, 13-14, 16-12 | Centro de Entrenamiento Olímpico, Santiago de Chile |  |
| Yaneth María Arias 26 puntos          | Pts                                   | Daniela Tovagliari 16 puntos          | Centro de Entrenamiento Olímpico, Santiago de Chile |  |
| Narlyn Tathiana Mosquera 9 rebotes    | Rebs                                  | Florencia Somma 5 rebotes             | Centro de Entrenamiento Olímpico, Santiago de Chile |  |
| Erika Yaneth Valek 8 asistencias      | Asists                                | Lucía Guadalupe 2 asistencias         | Centro de Entrenamiento Olímpico, Santiago de Chile |  |

| 11 de agosto, 17:30                 | Brasil                              | 107 - 37                            | Venezuela                                           |  |
| Reporte                             |                                     |                                     |                                                     |  |
| Parciales: 20-11, 30-7, 28-12, 29-7 | Parciales: 20-11, 30-7, 28-12, 29-7 | Parciales: 20-11, 30-7, 28-12, 29-7 | Centro de Entrenamiento Olímpico, Santiago de Chile |  |
| Nadia Colhado 16 puntos             | Pts                                 | Cleyder Oderlin Blanco 8 puntos     | Centro de Entrenamiento Olímpico, Santiago de Chile |  |
| Silvia Cristina Gustavo 8 rebotes   | Rebs                                | Ofelia María Villarroel 5 rebotes   | Centro de Entrenamiento Olímpico, Santiago de Chile |  |
| Helen Luz 7 asistencias             | Asists                              | Roselis Silva 4 asistencias         | Centro de Entrenamiento Olímpico, Santiago de Chile |  |

### 5 al 7 lugar
| 13 de agosto, 15:30                   | Chile                                 | 96 - 63                               | Uruguay                                             |  |
| Reporte                               |                                       |                                       |                                                     |  |
| Parciales: 30-13, 16-16, 18-17, 32-17 | Parciales: 30-13, 16-16, 18-17, 32-17 | Parciales: 30-13, 16-16, 18-17, 32-17 | Centro de Entrenamiento Olímpico, Santiago de Chile |  |
| Tatiana Gómez 23 puntos               | Pts                                   | Lucía Guadalupe 17 puntos             | Centro de Entrenamiento Olímpico, Santiago de Chile |  |
| Tatiana Gómez 13 rebotes              | Rebs                                  | Lucía Guadalupe 5 rebotes             | Centro de Entrenamiento Olímpico, Santiago de Chile |  |
| Javiera Novion 6 asistencias          | Asists                                | Inés Guarnaschelli 2 asistencias      | Centro de Entrenamiento Olímpico, Santiago de Chile |  |

### Partido del 5 lugar
| 14 de agosto, 15:30                   | Chile                                 | 86 - 71                               | Venezuela                                           |  |
| Reporte                               |                                       |                                       |                                                     |  |
| Parciales: 30-18, 12-12, 20-17, 24-24 | Parciales: 30-18, 12-12, 20-17, 24-24 | Parciales: 30-18, 12-12, 20-17, 24-24 | Centro de Entrenamiento Olímpico, Santiago de Chile |  |
| Ziomara Morrison 20 puntos            | Pts                                   | Ofelia María Villarroel 25 puntos     | Centro de Entrenamiento Olímpico, Santiago de Chile |  |
| Ziomara Morrison 16 rebotes           | Rebs                                  | Cleyder Oderlin Blanco 11 rebotes     | Centro de Entrenamiento Olímpico, Santiago de Chile |  |
| Tatiana Gómez 2 asistencias           | Asists                                | Roselis Silva 3 asistencias           | Centro de Entrenamiento Olímpico, Santiago de Chile |  |

## Fase Final

### Semifinales
| 13 de agosto, 17:30                   | Argentina                             | 83 - 71                               | Colombia                                            |  |
| Reporte                               |                                       |                                       |                                                     |  |
| Parciales: 16-24, 18-14, 31-17, 18-19 | Parciales: 16-24, 18-14, 31-17, 18-19 | Parciales: 16-24, 18-14, 31-17, 18-19 | Centro de Entrenamiento Olímpico, Santiago de Chile |  |
| Erica Carolina Sánchez 20 puntos      | Pts                                   | Yaneth María Arias 23 puntos          | Centro de Entrenamiento Olímpico, Santiago de Chile |  |
| Sandra Pavón 9 rebotes                | Rebs                                  | Yaneth Maria Arias 11 rebotes         | Centro de Entrenamiento Olímpico, Santiago de Chile |  |
| Marcela Paoletta 4 asistencias        | Asists                                | Erika Yaneth Valek 5 asistencias      | Centro de Entrenamiento Olímpico, Santiago de Chile |  |

| 13 de agosto, 19:30                   | Brasil                                | 114 - 61                              | Paraguay                                            |  |
| Reporte                               |                                       |                                       |                                                     |  |
| Parciales: 32-14, 28-21, 29-14, 25-12 | Parciales: 32-14, 28-21, 29-14, 25-12 | Parciales: 32-14, 28-21, 29-14, 25-12 | Centro de Entrenamiento Olímpico, Santiago de Chile |  |
| Nadia Colhado 23 puntos               | Pts                                   | Paola Andrea Ferrari 23 puntos        | Centro de Entrenamiento Olímpico, Santiago de Chile |  |
| Nadia Colhado 9 rebotes               | Rebs                                  | Paola Andrea Ferrari 4 rebotes        | Centro de Entrenamiento Olímpico, Santiago de Chile |  |
| Adriana Moisés 4 asistencias          | Asists                                | Claudia Beatriz Aponte 2 asistencias  | Centro de Entrenamiento Olímpico, Santiago de Chile |  |

### Partido del 3 lugar
| 14 de agosto, 17:30                   | Colombia                              | 85 - 70                               | Paraguay                                            |  |
| Reporte                               |                                       |                                       |                                                     |  |
| Parciales: 17-20, 29-17, 25-11, 14-22 | Parciales: 17-20, 29-17, 25-11, 14-22 | Parciales: 17-20, 29-17, 25-11, 14-22 | Centro de Entrenamiento Olímpico, Santiago de Chile |  |
| Yaneth María Arias 34 puntos          | Pts                                   | Paola Andrea Ferrari 30 puntos        | Centro de Entrenamiento Olímpico, Santiago de Chile |  |
| Yaneth María Arias 14 rebotes         | Rebs                                  | Tamara Isabel Insfran 6 rebotes       | Centro de Entrenamiento Olímpico, Santiago de Chile |  |
| Erika Yaneth Valek 7 asistencias      | Asists                                | Paola Andrea Ferrari 7 asistencias    | Centro de Entrenamiento Olímpico, Santiago de Chile |  |

### Final
| 14 de agosto, 19:30                     | Argentina                             | 68 - 94                               | Brasil                                              |  |
| Reporte                                 |                                       |                                       |                                                     |  |
| Parciales: 25-17, 17-23, 13-23, 13-31   | Parciales: 25-17, 17-23, 13-23, 13-31 | Parciales: 25-17, 17-23, 13-23, 13-31 | Centro de Entrenamiento Olímpico, Santiago de Chile |  |
| Paula Alejandra Reggiardo 19 puntos     | Pts                                   | Silvia Cristina Gustavo 14 puntos     | Centro de Entrenamiento Olímpico, Santiago de Chile |  |
| Marina Cava 5 rebotes                   | Rebs                                  | Damiris Dantas 6 rebotes              | Centro de Entrenamiento Olímpico, Santiago de Chile |  |
| Paula Alejandra Reggiardo 2 asistencias | Asists                                | Adriana Moisés 2 asistencias          | Centro de Entrenamiento Olímpico, Santiago de Chile |  |

| Brasil                 |
| Campeón Brasil         |
| Vigesimo Tercer Titulo |

## Clasificación
| Posición | Equipo    |
| -------- | --------- |
| 1        | Brasil    |
| 2        | Argentina |
| 3        | Colombia  |
| 4        | Paraguay  |
| 5        | Chile     |
| 6        | Venezuela |
| 7        | Uruguay   |

## Clasificados al FIBA Américas Femenino y a Los Juegos Panamericanos 2011
| Bandera de Brasil | Bandera de Argentina | Bandera de Colombia |
| Brasil            | Argentina            | Colombia            |
| ----------------- | -------------------- | ------------------- |